# Nemanja Tomić
Nemanja Tomić (en serbio: Немања Томић) es un futbolista serbio nacido en Kragujevac, Yugoslavia, el 21 de enero de 1988. Se desempeña como extremo y actualmente juega en el Giresunspor.

## Clubes
| Club              | País    | Año           | Partidos | Goles |
| FK Teleoptik      | Serbia  | 2006-2009     | 66       | 10    |
| FK Partizan       | Serbia  | 2009-2013     | 201      | 37    |
| Gençlerbirliği SK | Turquía | 2013-2016     |          |       |
| Giresunspor       | Turquía | 2016-presente |          |       |

## Carrera internacional
Tomić debutó con la selección de fútbol de Serbia en un amistoso contra Japón en abril de 2010. En ese mismo partido, Tomić marcaría uno de los goles en la victoria balcánica por 3-0.
- Ha participado en el Torneo UEFA Sub-21 con la Selección Sub-21 de Serbia, jugando 6 partidos y anotando 1 gol.
- Con la selección de fútbol de Serbia ha sido internacional en 5 partidos, anotando 1 gol.